# Covoni (Familie)

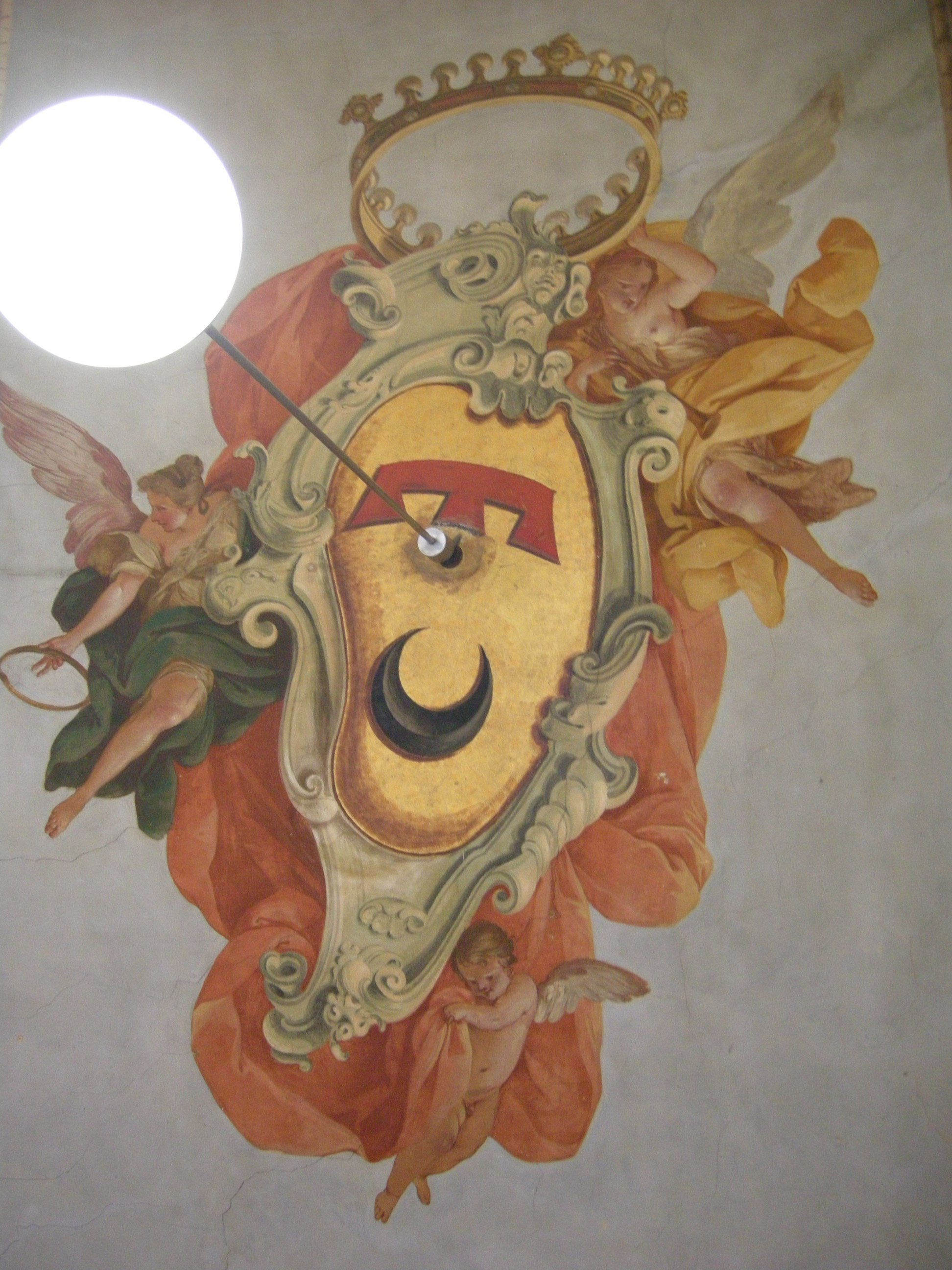
Farbiges Wappen im Palazzo Covoni in Florenz

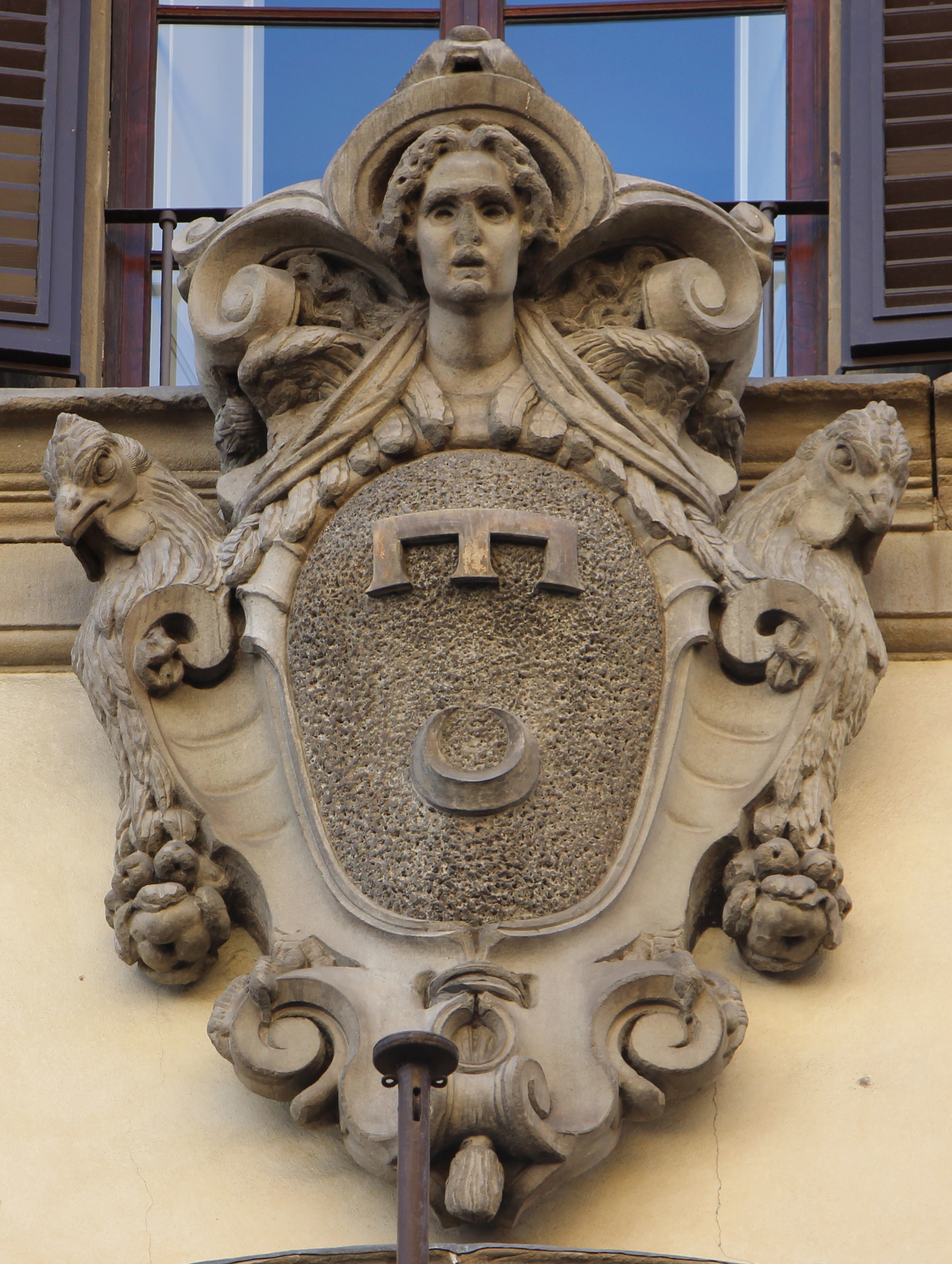
Wappen am Palazzo Covoni-Capponi

Die Covoni (manchmal auch Govoni genannt) sind eine alte Florentiner Familie.

## Familiengeschichte
Um 1200 übersiedelten sie von Fiesole nach Florenz und widmeten sich der Handelstätigkeit, die ihnen andauernden Reichtum sicherte. Sie betrieben den Wollhandel und den Geldwechsel und unterhielten eine profitable Niederlassung in Venedig.
Ihren Namen haben sie von Covone di Ubertino, der in der ersten Hälfte des 13. Jahrhunderts lebte und zwei Söhne hatte: Ruggero und Jacopo.
Während der republikanischen Zeit bekleideten sie verschiedene angesehene politische Ämter, darunter sechsmal das des Gonfaloniere und vierundzwanzigmal das des Prior.
Naddo war der erste der 24 Prioren der Covoni im Jahr 1303 und der Vater von Richter Covone, einem der bedeutendsten Juristen seiner Zeit. Richter Covone Covoni allein sammelte vier Priorate und ein Gonfalonierat der Justiz (1325 das erste Gonfalonierat der Familie), das höchste Amt in der Florentiner Republik. Er war ein Mann mit Tatkranft: 1328 wurde er zu einem der Kriegskapitäne der Gemeinde ernannt; 1332 wurde er als Botschafter in die Lombardei geschickt; 1334 und 1335 als Botschafter nach Pistoia; 1336 als Bürgermeister zum Friedensprozess mit den Aretinern; 1339 als Botschafter nach Volterra und Frankreich.
Paolo di Cenni wurde, nachdem er 1354 zum Gonfaloniere ernannt worden war, 1355 zum Dieci del mare gewählt. Giovanni di Guasco wurde 1345 mit der Unterwerfung der Grafen von Battifollo betraut.
Bettino und Naddo sind die Söhne von Richter Covone Covoni. Sie waren beide Juristen und wurden 1378 während des Ciompi-Aufstandes zum Ritter geschlagen. Bettino zeichnete sich besonders aus. Er war Podestà von Perugia im Jahr 1381. Im selben Jahr 1380 und im folgenden Jahr 1381 wurde er von der Republik Florenz als Botschafter zu Karl von Ungarn geschickt.
Während der Belagerung zeichneten sich die beiden Cousins Giovanni Covoni und Francesco Covoni, Nachkommen von Bettino, aus.
Die Häuser der Covoni befanden sich in der Gegend der Via Ghibellina und der Hauptpalast der Familie (Palazzo Covoni) wurde im 14. Jahrhundert in der Via della Vigna Vecchia erbaut. Im Palast befinden sich mehrere Wappen, die zu Ehren der angesehenen Kunden der Handelsgesellschaft Covoni gemalt wurden: man kann unter anderem das des englischen Königshauses erkennen (drei Leoparden). Das Gebiet der Via Ghibellina war historisch gesehen das Einflussgebiet der Familie Salviati, und die Covoni errichteten ihren Palast mit allem erdenklichen Prunk als ein Zeichen des Trotzes zwischen Kaufleuten und Händlern.
In den folgenden Jahrhunderten stellten sie Ritter von Malta und Sankt Stephan und zwei Senatoren aus dem Großherzogtum Toskana.
Der Ritter Marco Covoni, der 1782 zum Senator ernannt wurde, gab das Statut des Ospedale di Santa Maria Nuova heraus, das 1789 gedruckt wurde und als Vorbild für viele ähnliche Einrichtungen in Europa diente.
Obwohl die Familie nach dem 17. Jahrhundert ein ruhigeres Leben führte, kaufte sie in der ersten Hälfte des 19. Jahrhunderts den schönen Palazzo Capponi in der Via Cavour und versah ihn mit ihrem Wappen, einem von einem „Rechen“ überragten Halbmond.